# Ernst Pfuhl

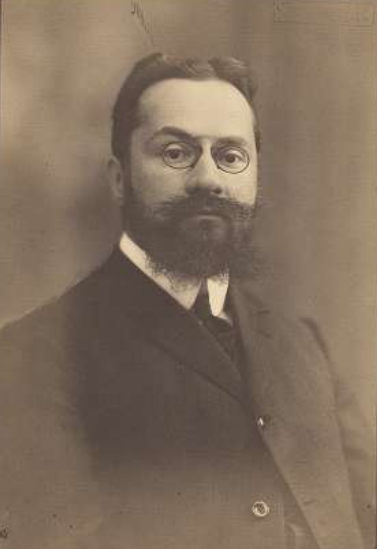
Ernst Pfuhl (um 1910)

Ernst Pfuhl (* 17. November 1876 in Charlottenburg; † 7. August 1940 in Basel) war ein deutscher Klassischer Archäologe.

## Leben und Leistungen
Ernst Pfuhls Eltern, der Bildhauer Johannes Pfuhl (1846–1914) und seine Frau Clara, geborene Meyer, kamen aus Schlesien und waren nach Berlin gezogen. Mutter Clara Pfuhl stammte aus einer schlesischen Gelehrtenfamilie. Nach dem Besuch des Joachimsthalschen Gymnasiums in Berlin und einem Wechsel aus gesundheitlichen Gründen an das Fridericianum Davos begann Ernst Pfuhl 1896 mit dem Studium an der Berliner Universität. Nach nur vier Jahren beendete er sein Studium mit der Promotion. Thema seiner Dissertation war De Atheniensium pompis sacris. Zu seinen Lehrern gehörten Reinhard Kekulé von Stradonitz, August Kalkmann, Ulrich von Wilamowitz-Moellendorff und Hermann Diels. An das Studium schlossen sich vier Reisejahre an. Von 1901 bis 1903 war er dabei zwei Perioden nacheinander Inhaber des Reisestipendiums des Deutschen Archäologischen Instituts. In Rom schloss er tiefe Freundschaft mit Richard Delbrueck, beide beschäftigten sich in dieser Zeit mit der hellenistischen Kunst. Daraus erwuchs das zweibändige Werk Ostgriechische Grabreliefs, das jedoch erst 1977 und 1979 von Hans Möbius herausgebracht wurde. Auch mit Paul Jacobsthal verband ihn eine enge Freundschaft. Zunächst beschäftigte Pfuhl sich vorrangig mit der Plastik, während seiner Stipendiatenjahre kam die praktische Archäologie hinzu. Friedrich Hiller von Gärtringen, der Ausgräber von Thera, übertrug Pfuhl die Ausgrabung der dortigen Nekropole. Es war nach der Samosgrabung von Johannes Boehlau erst die zweite große wissenschaftliche Ausgrabung einer archaischen Nekropole. Die Ergebnisse lieferten wichtige Antworten in Fragen der Chronologie, der Unterscheidung der verschiedene Keramikgattungen und der Handelsgeschichte.
In Athen heiratete er seine Frau Sophia, die Tochter des griechischen Archäologen Athanasios Rhusopulos. Griechisch wurde zu seiner zweiten Muttersprache. Nach Deutschland zurückgekehrt, habilitierte sich Pfuhl an der Universität Göttingen, die zu dieser Zeit eines der deutschen Zentren der Altertumswissenschaften war. Zu seinen Kollegen gehörten Friedrich Leo, Eduard Schwartz, Karl Dilthey und Jakob Wackernagel. Seine Vorlesungen hatten unter anderem den Totenkult in den antiken Religionen und die griechische Vasenmalerei zum Thema. Wohl auf Betreiben des Baslers Wackernagel erfolgte 1909 die Berufung an die Universität Basel.
Pfuhls Hinwendung zur Kunst des Hellenismus zeigte sich in der Antrittsrede über die Wurzeln der hellenistischen Kunst. 1912 begründete er das Archäologische Seminar in Basel, dessen Bibliothek unter seiner Leitung zur am besten ausgestatteten ihrer Art in der Schweiz wurde. 1923 veröffentlichte er sein Hauptwerk Malerei und Zeichnung der Griechen in drei Bänden. In der Kurzfassung Meisterwerke griechischer Zeichnung und Malerei im Jahr darauf änderte Pfuhl den Schwerpunkt von der Geschichtskonstruktion zur Betrachtung des Einzelwerkes. John D. Beazley übersetzte das Buch 1926 ins Englische. Ein weiteres großes Werk zur griechischen Plastik blieb in den Vorarbeiten stecken. In Datierungs- und Lokalisationsfragen ging Pfuhl mit der Heranziehung bislang vernachlässigter Monumente neue Wege, ebenso wie in der Beurteilung der antiken Bildwerke. Pfuhl gehörte zu den ersten, die klarstellten, dass antike Bildwerke nicht mit modernen Bildnissen verglichen werden dürfen und dass moderne Begriffe durch adäquate andere Begriffe ersetzt werden sollten, um die antike Kunst fassbar und begrifflich zu machen. Zu den Schülern Pfuhls gehörten Peter P. Kahane, Valentin Müller, Hans Jucker und Herbert A. Cahn. Für viele Flüchtlinge aus Deutschland waren Pfuhl und sein Seminar Anlauf- und Fluchtpunkt. 1940 ging Pfuhl zur Kurierung seines langjährigen Herzleidens vier Wochen auf Ferien nach Ascona. Auf der Rückreise nach Basel erlag er am 7. August 1940 einem Herzinfarkt. Nach Pfuhls Tod übernahm Karl Schefold zunächst kommissarisch und später als Ordinarius den Basler Lehrstuhl. Pfuhls Sammlung antiker Kunst wurde 1941 versteigert. Sein Nachlass befindet sich in der Universitätsbibliothek Basel.
Ernst Pfuhl war Mitglied des Deutschen Archäologischen Instituts (ab 1905), der Archäologischen Gesellschaft zu Berlin (ab 1927) und Ehrenmitglied der Society for the Promotion of Hellenic Studies (ab 1928). Die Schriften Pfuhls wurden im Antikenmuseum Basel gesammelt. Für Peter von der Mühll war Pfuhl der gelehrteste Archäologe seiner Zeit. Er wurde ebenso für seine Urteilskraft gerühmt wie für seine Überblicksdarstellungen.

## Schriften (Auswahl)
- Malerei und Zeichnung der Griechen. Bruckmann, München 1923.
- Meisterwerke griechischer Zeichnung und Malerei. Bruckmann, München 1924.
- Die Anfänge der griechischen Bildniskunst. Ein Beitrag zur Geschichte der Individualität. Bruckmann, München 1927.
- Ostgriechische Reisen. Kleinasien, Kypros und Syrien. Schwabe, Basel 1941.
- Die ostgriechischen Grabreliefs. von Zabern, Mainz 1977/79, ISBN 3-8053-0268-1 (bearbeitet von Hans Möbius).